# Tenextla, Veracruz
Tenextla är en ort i Mexiko.   Den ligger i kommunen Comapa och delstaten Veracruz, i den sydöstra delen av landet, 240 km öster om huvudstaden Mexico City. Tenextla ligger 1 134 meter över havet och antalet invånare är 231.
Terrängen runt Tenextla är kuperad, och sluttar brant österut. Runt Tenextla är det ganska tätbefolkat, med 248 invånare per kvadratkilometer. Närmaste större samhälle är Huatusco de Chicuellar, 8,3 km sydväst om Tenextla. I omgivningarna runt Tenextla växer i huvudsak städsegrön lövskog.